# Одномерный человек
«Одномерный человек. Исследование идеологии развитого индустриального общества» (англ. One-Dimensional Man, нем. Der eindimensionale Mensch) — книга фрейдомарксистского теоретика Герберта Маркузе, ставшая результатом его многолетних исследований современного общества. Написана в русле критической теории общества, разрабатывавшейся Франкфуртской школой, к числу представителей которой принадлежал и сам Маркузе.
Впервые книга вышла в 1964 году в США и в 1967 году была издана также в ФРГ. Книга серьёзно повлияла на идейно-политические установки движения «новых левых». По мнению исследователя Дугласа Келлнера, «Одномерный человек» — одна из наиболее значительных работ 1960-х годов.
Маркузе резко критикует консюмеризм и современное «индустриальное общество», которое, как он утверждает, является формой социального контроля. Маркузе утверждает, что хотя система, в которой мы живем, может претендовать на демократичность, на самом деле она является тоталитарной. Форма технологической рациональности навязала себя всем аспектам культуры и общественной жизни и стала гегемонистской. Наше отождествление с этой гегемонистской идеологией современного индустриального общества, эта идеология не только представляет собой форму «ложного сознания», но скорее сумела стать реальностью.
Современное индустриальное общество, кроме того, создало «общество изобилия», которое в условиях растущего комфорта замаскировало эксплуататорскую природу системы и, следовательно, укрепило средства господства и контроля. Современное «общество изобилия», таким образом, ограничивает возможности для политической революции против капитализма.
Маркузе утверждает, что в современных обществах потребления небольшое число людей наделено правом диктовать нам наше восприятие свободы, предоставляя нам возможность купить свое счастье. В этом состоянии «несвободы», потребители действуют иррационально, работая больше, чем от них требуется для удовлетворения реальных базовых потребностей, игнорируя психологически разрушительные последствия, не обращая внимания на отходы и ущерб, наносимый окружающей среде, и ища социальной связи через материальные предметы.
Это еще более иррационально в том смысле, что создание новых товаров, требующее утилизации старых, подпитывает экономику и поощряет необходимость больше работать, чтобы больше покупать. Человек теряет свою человечность и становится инструментом в промышленной машине и винтиком в машине потребления. Кроме того, реклама поддерживает консюмеризм, который дезинтегрирует общественное поведение, поставляясь в массовом порядке и внушая массам, что счастье можно купить, — идея, которая является психологически разрушительной.
Существуют альтернативы, позволяющие противостоять потребительскому образу жизни. Антипотребительский стиль жизни — это стиль жизни, который отрицает любое ненужное потребление, а также ненужную работу, отходы и т. д. Но даже эта альтернатива осложняется крайним взаимопроникновением рекламы и коммодификации, поскольку все является товаром, даже те вещи, которые являются реальными потребностями.

## Критика
- Некоторые критики отмечают неясность и туманность «предложенного» Маркузе метода для выхода из сложившегося положения[2].